# 肘筋
肘筋（ちゅうきん、英語: anconeus muscle）は人間の上肢の筋肉。上腕骨の外側上顆後面上方から起こり、尺骨後面に停止する。支配神経は腕神経叢の後神経束の枝である橈骨神経である。作用としては肘関節の伸展を行う。伸展時には上腕三頭筋と共に協調して働く。